# NEXRAD

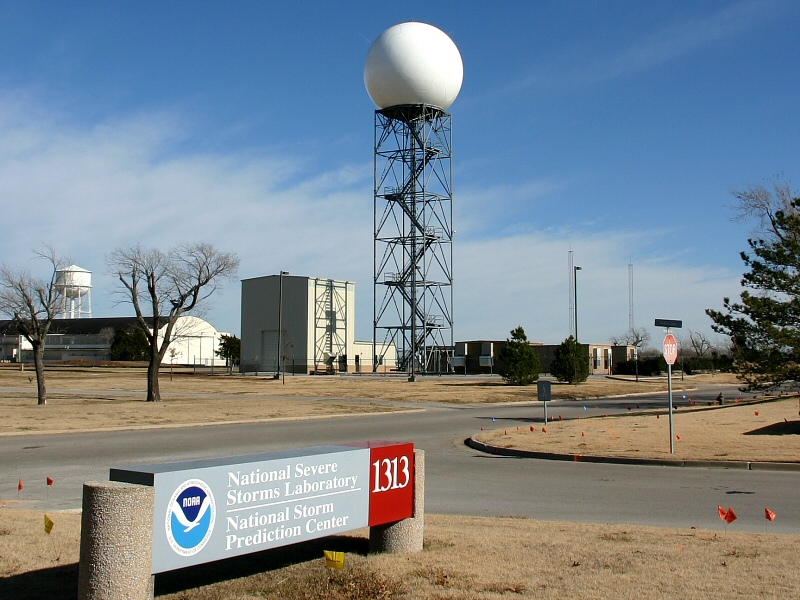
Radar NEXRAD en el Centro de Operaciones de Radares WSR-88D

NEXRAD o Nexrad (Nex... generación siguiente de ...Radares) es una red de 159 radares meteorológicos de alta resolución Doppler operados por el "Servicio Nacional del Tiempo", una agencia de la Administración Nacional Oceánica y Atmosférica (NOAA) junto al "Ministerio de Comercio de Estados Unidos". Su nomenclatura técnica es WSR-88D, que significa Weather Surveillance Radar, 1988, Doppler. 
NEXRAD detecta precipitaciones y movimientos atmosféricos o viento. Sus retornos de data se procesan para poder desplegar en una carta mosaico para mostrar patrones de precipitación y sus movimientos. El sistema radárico opera en dos modos básicos, seleccionables por el operador: 
- escaneado lento modo de atmósfera despejada para analizar movimientos del aire cuando hay poca o nula actividad en el área
- modo precipitación con un escaneado rápido para trabajar activamente con áreas de tormentas. NEXRAD sigue teniendo una enfática política de automatización, incluyendo el uso de algoritmos y escaneados automáticos de volúmenes.

## Estrategias

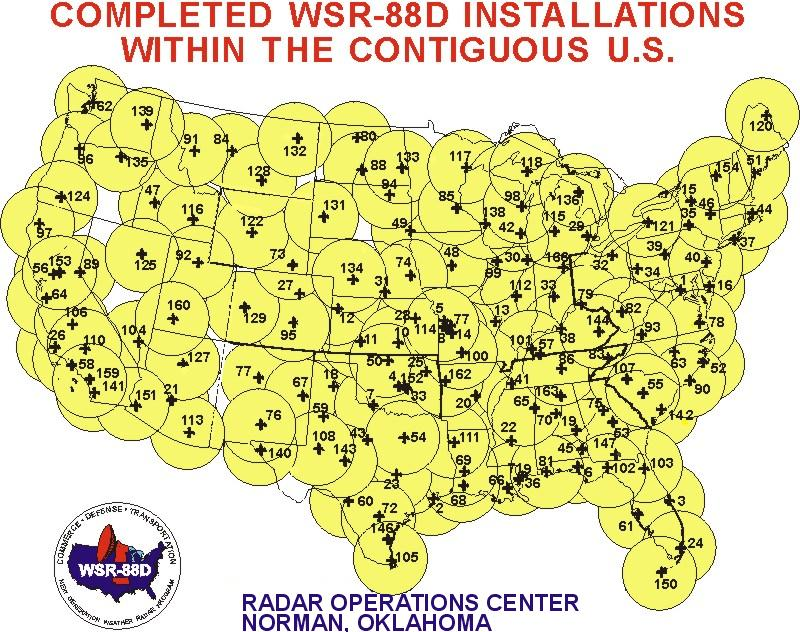
Fuente: NOAA.

Después de más de 30 años de investigaciones en sistemas de radares meteo Doppler, el Servicio Nacional del Tiempo (NWS) comenzó a desplegar el WSR-88D en 1988. Vino a reemplazar al WSR-74 y al WSR-57 de 1974 y 1957 respectivamente. La primera instalación se completó en el verano de 1990 en Norman, Oklahoma, sin embargo, la primera instalación de un WSR-88D para su uso cotidiano en pronósticos fue en Sterling, Virginia el 12 de junio de 1992 (32 años). El último en instalarse fue en North Webster, Indiana el 30 de agosto de 1997.  Las localidades se eligieron estratégicamente para proveer cobertura superpuesta entre radares en caso de fallo durante un severo evento climático. De ser posible, éstos se ubicaban adyacentes a las Oficinas de Pronósticos NWS para permitir un rápido acceso a los técnicos de mantenimiento.
El desarrollo del sistema NEXRAD comenzó en 1982 en el "Laboratorio Nacional de Tormentas Severas" en Norman, Oklahoma.  Los miembros del grupo NEXRAD incluyó a Timothy O'Bannon,  meteorólogo e hidrólogo  quien, como ornitólogo amateur también proveyó de capacidades adicionales a los  radares para visualizar patrones de migraciones de aves. (O'Bannon, Tim 1995. Anomalous WSR-88D Wind Profiles - Migrating Birds? American Meteorological Society 27th Conference on Radar Meteorology Preprints: 663-665).
El contratista líder fue Sperry Corporation suministrando las unidades de alta velocidad de computación.

## Estrategias de escaneado
A diferencia de sus predecesores, la antena del WSR-88D no es directamente controlable por el operador. Lo que hace el radar es continuamente refrescar sus database tridimensionales vía uno de varios patrones predeterminados de escaneado.  Mientras el sistema 
muestrea la atmósfera tridimensionalmente,  hay muchas variables que se pueden cambiar dependiendo de la deseada salida. Hay corrientemente seis Patrones de Cobertura Volumétrica (VCP) disponibles para los meteorólogos.  Cada Patrón VCP es una configuración predefinida de sets de instrucciones dadas a la antena que controla su velocidad rotacional, modo transmisor/receptor, y los ángulos de elevación.  Usan un esquema numérico específico:
- Atmósfera diáfana: VCP 31  & 32 (dos dígitos comenzando en 3)
- Precipitación suave: VCP 21 (dos dígitos comenzando en 2)
- Convección: VCP 11  &  12 (dos dígitos comenzando en 1)
- Frecuencias de Pulsos Múltiples: VCP 121 (tres dígitos comenzando con un 1, seguido de 2 dígitos de  VCP con similares ángulos de azimut)

| VCP | Tiempo de escaneado (min) | Ángulo de elevación (°)                                                  | Uso | Atributos especiales |
| --- | ------------------------- | ------------------------------------------------------------------------ | --- | --- |
| 11  | 5                         | 0.5, 1.5, 2.4, 3.4, 4.3, 5.3, 6.2, 7.5, 8.7, 10, 12, 14, 16.7, 19.5      | Convección, especialmente cuando se encima hacia el radar                                                                             | Tiene la mejor cobertura de volumen |
| 12  | 4                         | 0.5, 0.9, 1.3, 1.8, 2.4, 3.1, 4.0, 5.1, 6.4, 8.0, 10.0, 12.5, 15.6, 19.5 | Convección, especialmente actividad en rangos amplios                                                                                 | Focalizado en elevaciones más bajas para mejor muestreo de los niveles bajos de tormentas                                                       |
| 121 | 5.5                       | 0.5, 1.5, 2.4, 3.4, 4.3, 6.0, 9.9, 14.6, 19.5                            | Gran número de tormentas rotativas, sistemas tropicales, o cuando se necesita mejorar la velocidad de toma de datos                   | Los escaneos bajos se cortan en múltiples tiempos variando las repeticiones de pulsos para mejorar grandemente la velocidad de la toma de datos |
| 21  | 6                         | 0.5, 1.5, 2.4, 3.4, 4.3, 6.0, 9.9, 14.6, 19.5                            | Precipitación suave | Raramente usada para fenómenos convectivos debido a requerir datos de elevación y tiempos de muestreo grandes                                   |
| 31  | 10                        | 0.5, 1.5, 2.5, 3.5, 4.5                                                  | Detectando precipitaciones ventosas                                                                                                   | Pulsos largos |
| 32  | 10                        | 0.5, 1.5, 2.5, 3.5, 4.5                                                  | Baja velocidad de rotación permite incrementar la sensibilidad. El modo en Default de atmósfera diáfana, reduce desgaste de la antena | Pulsos cortos |

## Futuras mejoras

### Superresolución
En el proceso de implementación desde marzo a junio de 2008, se está trabajando en la capacidad de la RDA de producir datos en superresolución. El WSR-88D provee datos de reflectividad de 1 km por 1 grado a 460 km de rango, y los datos Doppler a 0,25 km por 1 grado en un rango de 230 km. La superresolución daría datos con un tamaño de muestra de 0,25 km por 0,5°; incrementando el rango de datos Doppler a 300 km desde los actuales 230 km. Inicialmente esta incrementada resolución solo estaba disponible para los escanes de elevaciones bajas. La  superresolución da un compromiso de reducción de ruidos ligeramente disminuida para una ganancia grande en resolución.
Para mejorar los tiempos de detección de tormentas severas y el posterior "alerta meteo", las tormentas potenciales tornádicas necesitan ser identificadas tan pronto como sea posible. La mejora en la resolución del ancho del haz incrementa el rango al cual un pequeño e incipiente tornado muestra su patrón de circulación (hacia los 4 km de diámetro) y poderse detectar. La superresolución también dará detalles adicionales para ayudar al análisis de severas tormentas.  Extendiendo el rango de la adquisición de datos por el Doppler y suministrando las muestras tempranas del Doppler en el proceso de aumentar el volumen de escaneo a alta velocidad más rápidamente se estará en condiciones de emitir los "alertas meteo". Desde el 1 de agosto de 2008, 134 de los 172 sitios nexrad están ya dando superresolución.

### Radar polarímetrico
La siguiente actualización mayor es el radar polarimétrico, que añade polarización vertical a las ondas convencionales horizontales de radar, y así dar más discernimiento en las  reflectanias de las señales de vuelta.  Esta llamada polarización dual provee al operador de radar de mejor definición entre lluvias, granizo, y nieve, sabiéndose que los radares polarizados horizontalmente no pueden asegurar los contrastes. La experiencia previa ha mostrado que lluvia, perdigones de hielo, nieve, helada, aves, insectos,  y fantasmas de tierra  tienen diferentes firmas en la polarización dual, que puede marcar una significativa mejora en el pronóstico de tempestad de invierno y de tormentas severas. La utilización de capacidades de polarización dual (Build 12) a la red nexrad comenzará en 2010 y concluirá en 2012.

### Arreglos de fase
Además de la polarización dual, el advenimiento del radar  en arreglo de fases probablemente sea el siguiente gigante paso en la detección rápida de tormentas severas.  Su habilidad de escanear rápidamente grandes áreas dará una enorme ventaja a los meteorólogos radaristas. Las primeras instalaciones a gran escala por parte de NWS ocurrirá hacia 2030.  Posiblemente este sistema se instale separadamente de la red existente de WSR-88D, quizás solo en áreas como las Grandes Llanuras donde los  tornados son más comunes.

## Aplicaciones
Una aplicación práctica, bajo experimentación, es usar la carta en mosaico para sugerir vías alternativas de vuelo para aerolíneas que deseen mejorar la ubicación de turbulencia.

## En la cultura popular
En el filme Twister, hay referencias hechas a NEXRAD, en la forma de sistemas móviles de computación usados por los buscadores de tormentas, leyéndose "NEXRAD en tiempo real."

## Lista de sitios NEXRAD
| Estado | Localidad             | Identificador | Coordenadas                                       |
| ------ | --------------------- | ------------- | ------------------------------------------------- |
| PR     | San Juan              | TJUA          | 18°06′56″N 66°04′41″O / 18.1155998, -66.0780644   |
| ME     | Loring AFB            | KCBW          | 46°02′21″N 67°48′24″O / 46.0391944, -67.8066033   |
| ME     | Portland              | KGYX          | 43°53′29″N 70°15′24″O / 43.8913555, -70.2565545   |
| VT     | Burlington            | KCXX          | 44°30′40″N 73°09′59″O / 44.5109941, -73.166424    |
| MA     | Boston                | KBOX          | 41°57′21″N 71°08′13″O / 41.9558919, -71.1369681   |
| NY     | Albany                | KENX          | 42°35′12″N 74°03′50″O / 42.5865699, -74.0639877   |
| NY     | Binghamton            | KBGM          | 42°11′59″N 75°59′05″O / 42.1997045, -75.9847015   |
| NY     | Buffalo               | KBUF          | 42°56′56″N 78°44′13″O / 42.9488055, -78.7369108   |
| NY     | Fort Drum             | KTYX          | 43°45′20″N 75°40′48″O / 43.7556319, -75.6799918   |
| NY     | New York City         | KOKX          | 40°51′56″N 72°51′50″O / 40.8655093, -72.8638548   |
| NJ     | Dover AFB             | KDOX          | 38°49′33″N 75°26′24″O / 38.8257651, -75.4400763   |
| PA     | Filadelfia            | KDIX          | 39°56′50″N 74°24′39″O / 39.9470885, -74.4108027   |
| PA     | Pittsburgh            | KPBZ          | 40°31′54″N 80°13′05″O / 40.5316842, -80.2179515   |
| PA     | State College         | KCCX          | 40°55′22″N 78°00′14″O / 40.9228521, -78.0038738   |
| WV     | Charleston            | KRLX          | 38°18′40″N 81°43′22″O / 38.3110763, -81.7229015   |
| VA     | Norfolk/Richmond      | KAKQ          | 36°59′03″N 77°00′26″O / 36.9840475, -77.007342    |
| VA     | Roanoke               | KFCX          | 37°01′27″N 80°16′25″O / 37.0242098, -80.2736664   |
| VA     | Sterling              | KLWX          | 38°58′31″N 77°28′40″O / 38.9753957, -77.4778444   |
| NC     | Morehead City         | KMHX          | 34°46′33″N 76°52′35″O / 34.7759313, -76.8762571   |
| NC     | Raleigh/Durham        | KRAX          | 35°39′56″N 78°29′23″O / 35.6654967, -78.4897855   |
| NC     | Wilmington            | KLTX          | 33°59′21″N 78°25′45″O / 33.9891631, -78.4291059   |
| SC     | Charleston            | KCLX          | 32°39′20″N 81°02′32″O / 32.6554866, -81.0423124   |
| SC     | Columbia              | KCAE          | 33°56′56″N 81°07′06″O / 33.9487579, -81.1184281   |
| SC     | Greer                 | KGSP          | 34°53′00″N 82°13′12″O / 34.8833435, -82.2200757   |
| GA     | Atlanta               | KFFC          | 33°21′49″N 84°33′57″O / 33.3635771, -84.565866    |
| GA     | Moody AFB             | KVAX          | 30°53′25″N 83°00′07″O / 30.8903853, -83.0019021   |
| GA     | Robins AFB            | KJGX          | 32°40′32″N 83°21′03″O / 32.6755239, -83.3508575   |
| FL     | Eglin AFB             | KEVX          | 30°33′54″N 85°55′18″O / 30.5649908, -85.921559    |
| FL     | Jacksonville          | KJAX          | 30°29′05″N 81°42′07″O / 30.4846878, -81.7018917   |
| FL     | Key West              | KBYX          | 24°35′51″N 81°42′12″O / 24.5974996, -81.7032355   |
| FL     | Melbourne             | KMLB          | 28°06′47″N 80°39′15″O / 28.1131808, -80.6540988   |
| FL     | Miami                 | KAMX          | 25°36′40″N 80°24′46″O / 25.6111275, -80.412747    |
| FL     | Tallahassee           | KTLH          | 30°23′51″N 84°19′44″O / 30.397568, -84.3289116    |
| FL     | Tampa                 | KTBW          | 27°42′20″N 82°24′06″O / 27.7054701, -82.40179     |
| AL     | Birmingham            | KBMX          | 33°10′20″N 86°46′11″O / 33.1722806, -86.7698425   |
| AL     | Fort Rucker           | KEOX          | 31°27′38″N 85°27′33″O / 31.4605622, -85.4592401   |
| AL     | Huntsville            | KHTX          | 34°55′50″N 86°05′01″O / 34.930508, -86.0837388    |
| AL     | Maxwell AFB           | KMXX          | 32°32′12″N 85°47′23″O / 32.5366608, -85.7897848   |
| AL     | Mobile                | KMOB          | 30°40′46″N 88°14′23″O / 30.6795378, -88.2397816   |
| MS     | Brandon/Jackson       | KDGX          | 32°16′47″N 89°59′05″O / 32.2797358, -89.9846309   |
| MS     | Columbus AFB          | KGWX          | 33°53′48″N 88°19′46″O / 33.8967796, -88.3293915   |
| TN     | Knoxville/Tri Cities  | KMRX          | 36°10′07″N 83°24′06″O / 36.168538, -83.401779     |
| TN     | Memphis               | KNQA          | 35°20′41″N 89°52′24″O / 35.3447802, -89.8734534   |
| TN     | Nashville             | KOHX          | 36°14′50″N 86°33′45″O / 36.2472389, -86.5625185   |
| KY     | Fort Campbell         | KHPX          | 36°44′13″N 87°17′08″O / 36.7368894, -87.2854328   |
| KY     | Jackson               | KJKL          | 37°35′27″N 83°18′47″O / 37.590762, -83.313039     |
| KY     | Louisville            | KLVX          | 37°58′31″N 85°56′38″O / 37.9753058, -85.9438455   |
| KY     | Paducah               | KPAH          | 37°04′06″N 88°46′19″O / 37.0683618, -88.7720257   |
| OH     | Cincinnati            | KILN          | 39°25′13″N 83°49′18″O / 39.4203314, -83.8216925   |
| OH     | Cleveland             | KCLE          | 41°24′47″N 81°51′35″O / 41.4131875, -81.8597451   |
| MI     | Detroit/Pontiac       | KDTX          | 42°42′00″N 83°28′19″O / 42.6999677, -83.471809    |
| MI     | Gaylord               | KAPX          | 44°54′26″N 84°43′11″O / 44.907106, -84.719817     |
| MI     | Grand Rapids          | KGRR          | 42°53′38″N 85°32′42″O / 42.893872, -85.5449206    |
| MI     | Marquette             | KMQT          | 46°31′52″N 87°32′55″O / 46.5311443, -87.5487131   |
| IN     | Evansville            | KVWX          | 38°15′37″N 87°43′29″O / 38.2603901, -87.7246553   |
| IN     | Indianápolis          | KIND          | 39°42′27″N 86°16′49″O / 39.7074962, -86.2803675   |
| IN     | North Webster         | KIWX          | 41°21′31″N 85°42′00″O / 41.3586356, -85.7000488   |
| IL     | Chicago               | KLOT          | 41°36′16″N 88°05′04″O / 41.6044264, -88.084361    |
| IL     | Lincoln               | KILX          | 40°09′02″N 89°20′13″O / 40.150544, -89.336842     |
| WI     | Green Bay             | KGRB          | 44°29′54″N 88°06′40″O / 44.4984644, -88.111124    |
| WI     | La Crosse             | KARX          | 43°49′22″N 91°11′30″O / 43.822766, -91.1915767    |
| WI     | Milwaukee             | KMKX          | 42°58′04″N 88°33′02″O / 42.9678286, -88.5506335   |
| MN     | Duluth                | KDLH          | 46°50′13″N 92°12′35″O / 46.8368569, -92.2097433   |
| MN     | Minneapolis/St. Paul  | KMPX          | 44°50′56″N 93°33′56″O / 44.8488029, -93.5654873   |
| IA     | Davenport             | KDVN          | 41°36′42″N 90°34′52″O / 41.611556, -90.5809987    |
| IA     | Des Moines            | KDMX          | 41°43′52″N 93°43′23″O / 41.7311788, -93.7229235   |
| MO     | Kansas City           | KEAX          | 38°48′37″N 94°15′52″O / 38.8102231, -94.2644924   |
| MO     | Springfield           | KSGF          | 37°14′07″N 93°24′02″O / 37.235223, -93.4006011    |
| MO     | St. Louis             | KLSX          | 38°41′55″N 90°40′58″O / 38.6986863, -90.682877    |
| AR     | Fort Smith            | KSRX          | 35°17′26″N 94°21′43″O / 35.2904423, -94.3619075   |
| AR     | Little Rock           | KLZK          | 34°50′11″N 92°15′44″O / 34.8365261, -92.2621697   |
| LA     | Fort Polk             | KPOE          | 31°09′20″N 92°58′35″O / 31.1556923, -92.9762596   |
| LA     | Lake Charles          | KLCH          | 30°07′31″N 93°12′58″O / 30.125382, -93.2161188    |
| LA     | Nueva Orleans         | KLIX          | 30°20′12″N 89°49′32″O / 30.3367133, -89.8256618   |
| LA     | Shreveport            | KSHV          | 32°27′03″N 93°50′29″O / 32.450813, -93.8412774    |
| TX     | Amarillo              | KAMA          | 35°14′01″N 101°42′33″O / 35.2334827, -101.7092478 |
| TX     | Austin/San Antonio    | KEWX          | 29°42′14″N 98°01′43″O / 29.7039802, -98.028506    |
| TX     | Brownsville           | KBRO          | 25°54′58″N 97°25′08″O / 25.9159979, -97.4189526   |
| TX     | Corpus Christi        | KCRP          | 27°47′02″N 97°30′40″O / 27.7840203, -97.511234    |
| TX     | Dallas/Ft. Worth      | KFWS          | 32°34′23″N 97°18′11″O / 32.5730186, -97.3031911   |
| TX     | Dyess AFB             | KDYX          | 32°32′19″N 99°15′15″O / 32.5386009, -99.2542863   |
| TX     | El Paso               | KEPZ          | 31°52′23″N 106°41′53″O / 31.8731115, -106.697942  |
| TX     | Fort Hood             | KGRK          | 30°43′18″N 97°22′59″O / 30.7217637, -97.3829627   |
| TX     | Houston/Galveston     | KHGX          | 29°28′19″N 95°04′44″O / 29.4718835, -95.0788593   |
| TX     | Laughlin AFB          | KDFX          | 29°16′23″N 100°16′49″O / 29.2730823, -100.2802312 |
| TX     | Lubbock               | KLBB          | 33°39′15″N 101°48′51″O / 33.6541242, -101.814149  |
| TX     | Midland/Odessa        | KMAF          | 31°56′36″N 102°11′22″O / 31.9433953, -102.1894383 |
| TX     | San Angelo            | KSJT          | 31°22′17″N 100°29′33″O / 31.3712815, -100.4925227 |
| OK     | Frederick             | KFDR          | 34°21′43″N 98°58′36″O / 34.3620014, -98.9766884   |
| OK     | Oklahoma City         | KTLX          | 35°20′00″N 97°16′40″O / 35.3333873, -97.2778255   |
| OK     | Tulsa                 | KINX          | 36°10′30″N 95°33′51″O / 36.1750977, -95.5642802   |
| OK     | Vance AFB             | KVNX          | 36°44′26″N 98°07′41″O / 36.7406166, -98.1279409   |
| KS     | Dodge City            | KDDC          | 37°45′39″N 99°58′08″O / 37.7608043, -99.9688053   |
| KS     | Goodland              | KGLD          | 39°22′00″N 101°42′02″O / 39.3667737, -101.7004341 |
| KS     | Topeka                | KTWX          | 38°59′49″N 96°13′57″O / 38.996998, -96.232618     |
| KS     | Wichita               | KICT          | 37°39′16″N 97°26′35″O / 37.6545724, -97.4431461   |
| NE     | Grand Island/Hastings | KUEX          | 40°19′15″N 98°26′31″O / 40.320966, -98.4418559    |
| NE     | North Platte          | KLNX          | 41°57′29″N 100°34′33″O / 41.9579623, -100.5759609 |
| NE     | Omaha                 | KOAX          | 41°19′13″N 96°22′00″O / 41.3202803, -96.3667971   |
| SD     | Aberdeen              | KABR          | 45°27′21″N 98°24′48″O / 45.4558185, -98.4132046   |
| SD     | Rapid City            | KUDX          | 44°07′29″N 102°49′47″O / 44.1248485, -102.8298157 |
| SD     | Sioux Falls           | KFSD          | 43°35′16″N 96°43′46″O / 43.5877467, -96.7293674   |
| ND     | Bismarck              | KBIS          | 46°46′15″N 100°45′38″O / 46.7709329, -100.7605532 |
| ND     | Grand Forks           | KMVX          | 47°31′41″N 97°19′32″O / 47.5279417, -97.3256654   |
| ND     | Minot AFB             | KMBX          | 48°23′35″N 100°51′52″O / 48.39303, -100.8644378   |
| MT     | Billings              | KBLX          | 45°51′14″N 108°36′25″O / 45.8537632, -108.6068165 |
| MT     | Glasgow               | KGGW          | 48°12′23″N 106°37′31″O / 48.2064536, -106.6252971 |
| MT     | Great Falls           | KTFX          | 47°27′34″N 111°23′08″O / 47.4595023, -111.3855368 |
| MT     | Missoula              | KMSX          | 47°02′29″N 113°59′11″O / 47.0412971, -113.9864373 |
| WY     | Cheyenne              | KCYS          | 41°09′07″N 104°48′22″O / 41.1519308, -104.8060325 |
| WY     | Riverton              | KRIW          | 43°03′58″N 108°28′39″O / 43.0660779, -108.4773731 |
| CO     | Denver                | KFTG          | 39°47′12″N 104°32′45″O / 39.7866156, -104.5458126 |
| CO     | Grand Junction        | KGJX          | 39°03′43″N 108°12′49″O / 39.0619824, -108.2137012 |
| CO     | Pueblo                | KPUX          | 38°27′34″N 104°10′54″O / 38.4595034, -104.1816223 |
| NM     | Albuquerque           | KABX          | 35°08′59″N 106°49′26″O / 35.1497579, -106.8239576 |
| NM     | Cannon AFB            | KFDX          | 34°38′03″N 103°37′07″O / 34.6341569, -103.6186427 |
| NM     | Holloman AFB          | KHDX          | 33°04′37″N 106°07′12″O / 33.0768844, -106.1200923 |
| AZ     | Flagstaff             | KFSX          | 34°34′28″N 111°11′54″O / 34.574449, -111.198367   |
| AZ     | Phoenix               | KIWA          | 33°17′21″N 111°40′12″O / 33.289111, -111.6700092  |
| AZ     | Tucson                | KEMX          | 31°53′37″N 110°37′50″O / 31.8937186, -110.6304306 |
| AZ     | Yuma                  | KYUX          | 32°29′43″N 114°39′24″O / 32.4953477, -114.6567214 |
| UT     | Cedar City            | KICX          | 37°35′35″N 112°51′50″O / 37.5931771, -112.8637719 |
| UT     | Salt Lake City        | KMTX          | 41°15′46″N 112°26′53″O / 41.2627795, -112.4480081 |
| ID     | Boise                 | KCBX          | 43°29′25″N 116°14′10″O / 43.4902104, -116.2360436 |
| ID     | Pocatello/Idaho Falls | KSFX          | 43°06′20″N 112°41′10″O / 43.1055967, -112.6860487 |
| NV     | Elko                  | KLRX          | 40°44′23″N 116°48′09″O / 40.7396933, -116.8025529 |
| NV     | Las Vegas             | KESX          | 35°42′05″N 114°53′31″O / 35.7012894, -114.8918277 |
| NV     | Reno                  | KRGX          | 39°45′15″N 119°27′43″O / 39.7541931, -119.4620597 |
| CA     | Beale AFB             | KBBX          | 39°29′45″N 121°37′54″O / 39.4956958, -121.6316557 |
| CA     | Edwards AFB           | KEYX          | 35°05′53″N 117°33′39″O / 35.0979358, -117.5608832 |
| CA     | Eureka                | KBHX          | 40°29′55″N 124°17′31″O / 40.4986955, -124.2918867 |
| CA     | Los Ángeles           | KVTX          | 34°24′42″N 119°10′46″O / 34.4116386, -119.1795641 |
| CA     | Sacramento            | KDAX          | 38°30′04″N 121°40′40″O / 38.5011529, -121.6778487 |
| CA     | San Diego             | KNKX          | 32°55′08″N 117°02′31″O / 32.9189891, -117.041814  |
| CA     | San Francisco         | KMUX          | 37°09′19″N 121°53′54″O / 37.155152, -121.8984577  |
| CA     | San Joaquín Valley    | KHNX          | 36°18′51″N 119°37′56″O / 36.3142088, -119.6320903 |
| CA     | Santa Ana Mountains   | KSOX          | 33°49′04″N 117°38′10″O / 33.8176452, -117.6359743 |
| CA     | Vandenberg AFB        | KVBX          | 34°50′18″N 120°23′52″O / 34.8383137, -120.3977805 |
| HI     | Kauai                 | PHKI          | 21°53′38″N 159°33′09″O / 21.8938762, -159.5524585 |
| HI     | Kohala                | PHKM          | 20°07′32″N 155°46′41″O / 20.1254606, -155.778054  |
| HI     | Molokai               | PHMO          | 21°07′58″N 157°10′49″O / 21.1327531, -157.1802807 |
| HI     | South Shore           | PHWA          | 19°05′42″N 155°34′08″O / 19.0950155, -155.5688846 |
| OR     | Medford               | KMAX          | 42°04′52″N 122°43′02″O / 42.0810766, -122.7173334 |
| OR     | Pendleton             | KPDT          | 45°41′26″N 118°51′11″O / 45.6906118, -118.8529301 |
| OR     | Portland              | KRTX          | 45°42′54″N 122°57′54″O / 45.7150308, -122.9650542 |
| WA     | Seattle/Tacoma        | KATX          | 48°11′40″N 122°29′45″O / 48.1945614, -122.4957508 |
| WA     | Spokane               | KOTX          | 47°40′49″N 117°37′36″O / 47.6803744, -117.6267797 |
| AK     | Bethel                | PABC          | 60°47′31″N 161°52′36″O / 60.791987, -161.876539   |
| AK     | Fairbanks/Pedro Dome  | PAPD          | 65°02′06″N 147°30′05″O / 65.0351238, -147.5014222 |
| AK     | Kenai                 | PAHG          | 60°36′56″N 151°17′00″O / 60.6156335, -151.2832296 |
| AK     | King Salmon           | PAKC          | 58°40′46″N 156°37′46″O / 58.6794558, -156.6293335 |
| AK     | Middleton Island      | PAIH          | 59°27′43″N 146°18′04″O / 59.46194, -146.30111     |
| AK     | Nome                  | PAEC          | 64°30′41″N 165°17′42″O / 64.5114973, -165.2949071 |
| AK     | Sitka/Biorka Island   | PACG          | 56°51′08″N 135°33′09″O / 56.85214, -135.552417    |
| GU     | Andersen AFB          | PGUA          | 13°27′21″N 144°48′40″E / 13.455965, 144.8111022   |